# حلقة (فطر)

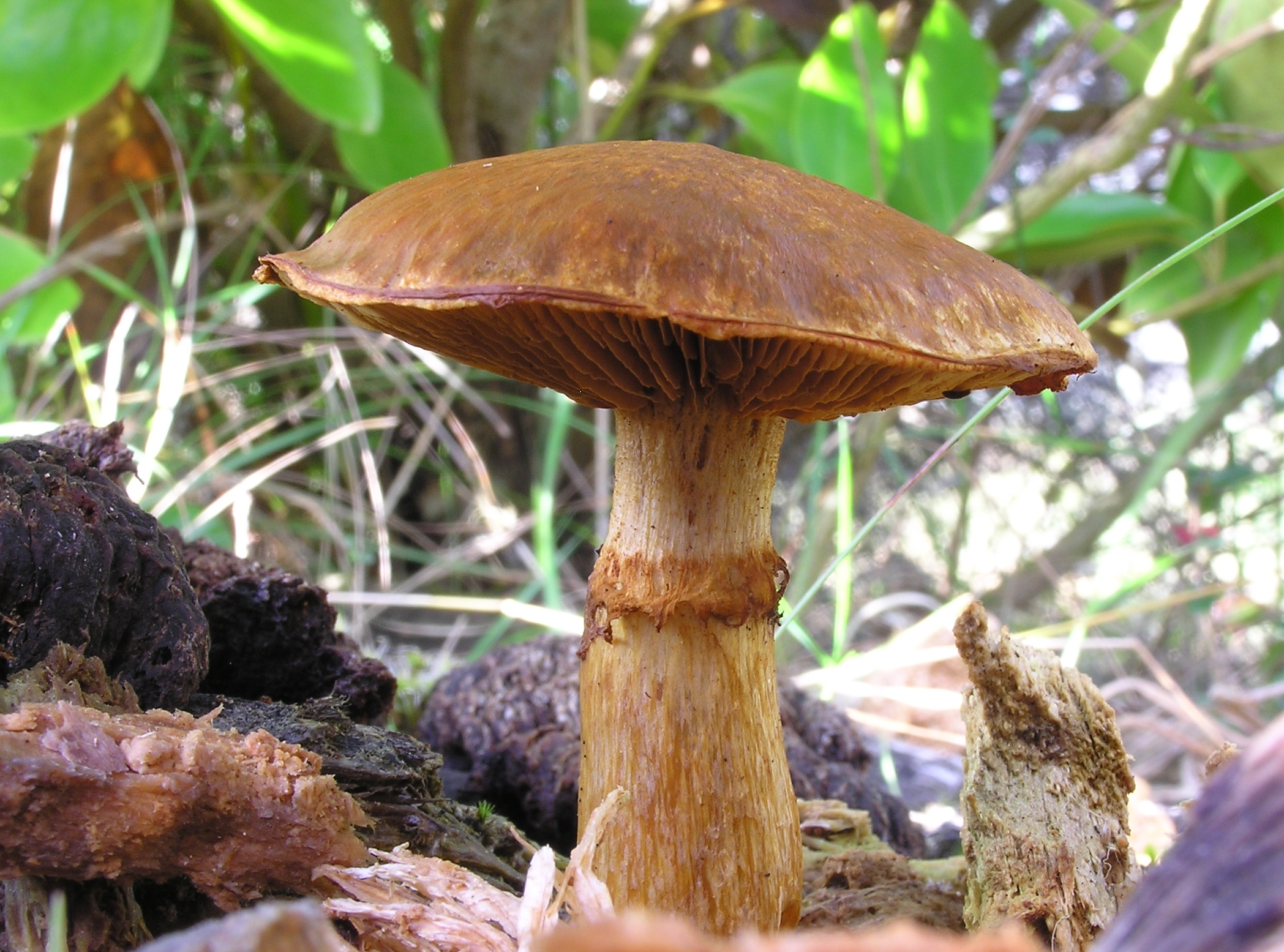
يمكن رؤية حلقة على جذع الفطر.

الحَلْقَة هي بنية تشبه الحلقة أو تشبه الياقة توجد على سويقة بعض أنواع الفطر. تمثل الحلقة الجزء المتبقي من الحجاب الجزئي، بعد أن يتمزق لكشف الرقائق (Lamelle) في الوجه السفلي من القبعة (الغُشِيّ) أو أي سطح آخر ينتج البوغ. قد تكون الحلقة ثخينة غشائية، أو قد تكون مثل نسيج العنكبوت. قد تكون الحلقة ثابتة وتكون سمة ملحوظة للفطر الناضج، أو قد تختفي بعد فترة وجيزة من ظهور الفطر، وربما تترك بعض أثاراً على شكل حلقة على السويقة.